# Hrvatski nogometni klub Čapljina
Il Hrvatski nogometni klub Čapljina, conosciuto semplicemente come Čapljina, è una squadra di calcio di Čapljina, una città nella Federacija (Bosnia ed Erzegovina).

## Storia
Dopo la fine della seconda guerra mondiale, nel 1945, a Čapljina viene fondato il Radničko sportsko društvo Borac (=società sportiva dei lavoratori "Combattente"). Nel 1950 viene fondata anche un'altra squadra, il Mladost, che pochi anni dopo si fonde col Borac; ambedue le compagini giocano le partite interne allo stadio Tasovčići fino al 1955, anno del trasferimento allo stadio Bjelave, il campo attuale sull'altra (la destra) sponda del fiume Neretva. Il Borac gioca per la maggior parte in terza divisione (III zona BiH, Hercegovačka zona o Republička liga BiH erano i nomi dei campionati, a seconda del format nel sistema calcistico jugoslavo) ma in due periodi, nel 1955–58 e 1968–73, milita in Druga liga, la seconda divisione, pur senza mai ottenere posizioni di rilievo. Negli ultimi anni di vita della Jugoslavia il Borac si trova nella Međurepublička liga (o Treća liga), la nuova terza divisione su base interregionale.
Dopo la dissoluzione della Jugoslavia cambia il nome in Hrvatski nogometni klub Čapljina e milita nel campionato della Repubblica Croata dell'Erzeg-Bosnia: la Prva liga Herceg-Bosne. I risultati conseguiti non sono esaltanti, ma nel 2000 riesce a qualificarsi alla Premijer liga BiH unificata grazie al quarto posto in campionato.
Nella massima serie bosniaca rimane per una sola stagione: il 19º posto condanna il Čapljina alla retrocessione in Prva liga FBiH e dopo 2 anni retrocede ulteriormente in terza divisione (Druga liga FBiH). Nel 2011 il club ritorna in Prva liga, categoria in cui sta militando tuttora.

### Cronistoria
| Stagione                           | Campionato                                       | Campionato                                       | Campionato                                       | Campionato                                       | Coppa                                            |
| Stagione                           | Categoria                                        | Liv.                                             | Posizione                                        | Verdetti                                         | Coppa                                            |
| ---------------------------------- | ------------------------------------------------ | ------------------------------------------------ | ------------------------------------------------ | ------------------------------------------------ | ------------------------------------------------ |
| CAMPIONATI JUGOSLAVI               | CAMPIONATI JUGOSLAVI                             | CAMPIONATI JUGOSLAVI                             | CAMPIONATI JUGOSLAVI                             | CAMPIONATI JUGOSLAVI                             | Coppa di Jugoslavia                              |
| 1952                               | Mostar - III Gruppo                              | II                                               | 2º su 4                                          |                                                  | n.q.                                             |
| 1952–53                            | Mostar                                           | II                                               | 2º su 9                                          |                                                  | n.q.                                             |
| 1953–54                            |                                                  |                                                  |                                                  |                                                  | n.q.                                             |
| 1954–55                            |                                                  |                                                  |                                                  |                                                  | n.q.                                             |
| 1955–56                            | Druga liga - II Zona A                           | II                                               | 5º su 12                                         |                                                  | n.q.                                             |
| 1956–57                            | Druga liga - II Zona A                           | II                                               | 8º su 12                                         |                                                  | n.q.                                             |
| 1957–58                            | Druga liga - II Zona A                           | II                                               | 8º su 12                                         | Retrocede per la riforma dei campionati          | n.q.                                             |
| 1958–59                            | III zona Bosne i Hercegovine                     | III                                              | 6º su 9                                          |                                                  | n.q.                                             |
| 1959–60                            | III zona Bosne i Hercegovine                     | III                                              | 1º su 12                                         |                                                  | n.q.                                             |
| 1960–61                            | III zona Bosne i Hercegovine                     | III                                              | 3º su 12                                         |                                                  | n.q.                                             |
| 1961–62                            | III zona Bosne i Hercegovine                     | III                                              | 2º su 12                                         |                                                  | n.q.                                             |
| 1962–63                            | Hercegovačka zona                                | III                                              | 4º su 12                                         |                                                  | n.q.                                             |
| 1963–64                            | Hercegovačka zona                                | III                                              | 12º su 12                                        |                                                  | n.q.                                             |
| 1964–65                            | Hercegovačka zona                                | III                                              | 9º su 12                                         |                                                  | n.q.                                             |
| 1965–66                            | Hercegovačka zona                                | III                                              | 1º su 11                                         |                                                  | n.q.                                             |
| 1966–67                            | Hercegovačka zona                                | III                                              | 3º su 10                                         |                                                  | n.q.                                             |
| 1967–68                            | Hercegovačka zona                                | III                                              | 2º su 11                                         | Promosso in 2. Savezna liga                      | n.q.                                             |
| 1968–69                            | Druga liga - Sud                                 | II                                               | 13º su 16                                        |                                                  | n.q.                                             |
| 1969–70                            | Druga liga - Sud                                 | II                                               | 9º su 16                                         |                                                  | n.q.                                             |
| 1970–71                            | Druga liga - Sud                                 | II                                               | 14º su 16                                        |                                                  | n.q.                                             |
| 1971–72                            | Druga liga - Sud                                 | II                                               | 9º su 18                                         |                                                  | n.q.                                             |
| 1972–73                            | Druga liga - Sud                                 | II                                               | 15º su 18                                        | Retrocede per la riforma dei campionati          | n.q.                                             |
| 1973–1987                          | Milita nei campionati minori                     | Milita nei campionati minori                     | Milita nei campionati minori                     | Milita nei campionati minori                     | 16' nel 1980-81                                  |
| 1987–88                            | Republička liga BiH                              | III                                              | 11º su 18                                        | Ammesso alla 3. Savezna liga                     | n.q.                                             |
| 1988–89                            | Treća liga - Sud                                 | III                                              | 11º su 18                                        |                                                  | n.q.                                             |
| 1989–90                            | Treća liga - Sud                                 | III                                              | 13º su 18                                        |                                                  | n.q.                                             |
| 1990–91                            | Treća liga - Sud                                 | III                                              | 17º su 18                                        |                                                  | n.q.                                             |
| 1991–92                            | Treća liga - Ovest                               | III                                              | 11º su 18                                        | Abbandona il sistema calcistico jugoslavo        | n.q.                                             |
| CAMPIONATI DELLA ERZEG-BOSNIA      | CAMPIONATI DELLA ERZEG-BOSNIA                    | CAMPIONATI DELLA ERZEG-BOSNIA                    | CAMPIONATI DELLA ERZEG-BOSNIA                    | CAMPIONATI DELLA ERZEG-BOSNIA                    | Kup Herceg-Bosne                                 |
| 1992–93                            | Nessun campionato a causa della guerra in Bosnia | Nessun campionato a causa della guerra in Bosnia | Nessun campionato a causa della guerra in Bosnia | Nessun campionato a causa della guerra in Bosnia | Nessun campionato a causa della guerra in Bosnia |
| 1993–94                            | Prva liga HB - Sud                               | I                                                | 2º su 8                                          |                                                  | ???                                              |
| 1994–95                            | Prva liga HB - Sud                               | I                                                | 4º su 11                                         |                                                  | ???                                              |
| 1995–96                            | Prva liga HB - Sud                               | I                                                | 7º su 8                                          | Non ammesso alla 1.liga a girone unico           | ???                                              |
| 1996–97                            | Druga liga HB - Sud                              | II                                               | 3º su 12                                         |                                                  | ???                                              |
| 1997–98                            | Druga liga HB - Sud                              | II                                               | 9º su 12                                         |                                                  | ???                                              |
| 1998–99                            | Druga liga HB - Sud                              | II                                               | 1º su 12                                         | Promosso in 1.liga                               | ???                                              |
| 1999–00                            | Prva liga HB                                     | I                                                | 4º su 14                                         | Ammesso alla Premijer liga                       | ???                                              |
| CAMPIONATI DELLA BOSNIA ERZEGOVINA | CAMPIONATI DELLA BOSNIA ERZEGOVINA               | CAMPIONATI DELLA BOSNIA ERZEGOVINA               | CAMPIONATI DELLA BOSNIA ERZEGOVINA               | CAMPIONATI DELLA BOSNIA ERZEGOVINA               | Coppa di Bosnia                                  |
| 2000–01                            | Premijer liga                                    | I                                                | 19º su 22                                        | Retrocede in 1.liga                              | Sedicesimi                                       |
| 2001–02                            | Prva liga FBiH                                   | II                                               | 13º su 16                                        |                                                  | n.q.                                             |
| 2002–03                            | Prva liga FBiH                                   | II                                               | 16º su 20                                        | Retrocede in 2.liga                              | n.q.                                             |
| 2003–04                            | Druga liga FBiH - Centro 2                       | III                                              | 1º su 13                                         |                                                  | n.q.                                             |
| 2004–05                            | Druga liga FBiH - Sud                            | III                                              | 2º su 16                                         |                                                  | n.q.                                             |
| 2005–06                            | Druga liga FBiH - Sud                            | III                                              | ???                                              |                                                  | n.q.                                             |
| 2006–07                            | Druga liga FBiH - Sud                            | III                                              | ???                                              |                                                  | n.q.                                             |
| 2007–08                            | Druga liga FBiH - Sud                            | III                                              | 1º                                               | Promosso in 1.liga                               | n.q.                                             |
| 2008–09                            | Prva liga FBiH                                   | II                                               | 13º su 16                                        | Retrocede in 2.liga                              | n.q.                                             |
| 2009–10                            | Druga liga FBiH - Sud                            | III                                              | 1º                                               | Promosso in 1.liga                               | n.q.                                             |
| 2010–11                            | Prva liga FBiH                                   | II                                               | 2º su 16                                         |                                                  | n.q.                                             |
| 2011–12                            | Prva liga FBiH                                   | II                                               | 8º su 16                                         |                                                  | n.q.                                             |
| 2012–13                            | Prva liga FBiH                                   | II                                               | 8º su 16                                         |                                                  | Ottavi                                           |
| 2013–14                            | Prva liga FBiH                                   | II                                               | 8º su 16                                         |                                                  | n.q.                                             |
| 2014–15                            | Prva liga FBiH                                   | II                                               | 12º su 16                                        |                                                  | n.q.                                             |
| 2015–16                            | Prva liga FBiH                                   | II                                               | 5º su 16                                         |                                                  | Sedicesimi                                       |
| 2016–17                            | Prva liga FBiH                                   | II                                               | 5º su 16                                         |                                                  | Sedicesimi                                       |
| 2017–18                            | Prva liga FBiH                                   | II                                               | 11º su 16                                        |                                                  | n.q.                                             |
| 2018–19                            | Prva liga FBiH                                   | II                                               |                                                  |                                                  | n.q.                                             |

## Palmarès

### Competizioni nazionali
- Druga Liga Federacije Bosne i Hercegovine: 2

2003-2004, 2009-2010

## Stadio
Il HNK Čapljina disputa le partite interne al Nogometni stadion Bjelave, un impianto con una capienza di 1000 posti.